# Tanjong Seurikui
Tanjong Seurikui is een bestuurslaag in het regentschap Aceh Utara van de provincie Atjeh, Indonesië. Tanjong Seurikui telt 198 inwoners (volkstelling 2010).